# Kōsuke Saitō
Kōsuke Saitō (斉藤広祐, Saitō Kōsuke), né le 17 décembre 1983, mieux connu sous les noms de kors k et Teranoid, est un producteur et disc jockey japonais. Il est mieux connu pour ses morceaux utilisés dans la série Bemani de Konami. Il compose sous plusieurs noms tels que kors k, Eagle, StripE, et Teranoid.

## Biographie
Il est influencé dès le début de sa carrière musicale par Tetsuya Komuro, et commence à jouer du synthétiseur. Après la popularité des remixes J-pop, il s'intéresse à la musique électronique.
Il commence à composer pour la série de jeux vidéo Beatmania discrètement sous le nom de Teranoid. En 2008, il admet ouvertement être l'auteur des morceaux derrière Teranoid. Il explique ne pas vouloir se consacrer qu'à un style musical en particulier et change fréquemment de nom pour jouer différents styles musicaux. Progressivement, il révèle aussi utiliser les noms de StripE et Eagle. En 2015 sort le jeu beatmaniaIIDX 20 Tricoro auquel il participe avec son morceau New Lights. La même année, il annonce la sortie de son nouvel album, intitulé Let's Do It Again! (kors k), au label Exittunes.
Une compilation intitulée Beat Piano Music2 est annoncé à la fin 2016 pour janvier 2017 ; kors k y contribue avec des morceaux comme Piano Samurai. Au début de 2017 sort la compilation EDP presents Ravemania Speed sur laquelle il participe avec son morceau Ravers, Come On! avec notamment DJ Shimamura et T+Pazolite. Il participe aussi à la tournée EDP Lab -TOUR 2017. La même année sort le Sound and Recording Magazine / GROOVE EDP Creator, basé sur la musique électronique japonaise, qui comprend notamment des interviews et qui fait participer des artistes comme Kosuke ou Ryu☆. En mai 2017, il participe à la tournée EDP×beatnation summit 2017.

## Discographie

### Albums
- Disconation
- teranoid underground edition (composition partielle)
- teranoid overground edition (composition partielle)
- teranoid overground edition KOJA YUKINO (composition partielle)
- teranoid overground edition 1.04 (composition partielle)
- teranoid anthems-live@underground (composition partielle)
- enigmatic LIA (composition partielle)
- enigmatic LIA2 (composition partielle)
- teranoid underground edition - For DJs Only Black (composition partielle)
- Ways for Liberation
- Lets Do It Now!
- Lets Do It Again!

### Apparitions
- Clione (beatmaniaIIDX 4th Style)
- traces -tracing you mix- (chanson originale de TaQ Sakakibara) (beatmaniaIIDX 9th Style)
- Love Is Eternity (beatmaniaIIDX 10th Style)
- gigadelic (beatmaniaIIDX 11 IIDXRED)
- HORIZON (beatmaniaIIDX 11 IIDXRED)
- SigSig (beatmaniaIIDX 12 HAPPY SKY)
- ラクエン (beatmaniaIIDX 12 HAPPY SKY)
- Get'em up to R.A.V.E. (beatmaniaIIDX 12 HAPPY SKY)
- tripping contact (beatmaniaIIDX 13 DistorteD)
- ay carumba!!!! (beatmaniaIIDX 13 DistorteD)
- Power of Love (beatmaniaIIDX 13 DistorteD)
- tripping contact (teranoid&MC Natsack Remix) (beatmaniaIIDX 13 DistorteD)
- SOLID STATE SQUAD (avec Toshiyuki Kakuta) (beatmaniaIIDX 13 Distorted (PS2))
- FIRE FIRE (beatmaniaIIDX 14 GOLD)
- heaven above (beatmaniaIIDX 14 GOLD)
- the shadow (beatmaniaIIDX 14 GOLD)
- Chain of pain (avec Naoyuki Sato) (beatmaniaIIDX 14 GOLD (PS2))
- THE DETONATOR (avec Toshiyuki Kakuta) (beatmaniaIIDX 14 GOLD (PS2))
- Rising in the Sun (original mix) (beatmaniaIIDX 15 DJ TROOPERS)
- Now and Forever (beatmaniaIIDX 15 DJ TROOPERS)
- evergreen (beatmaniaIIDX 15 DJ TROOPERS)
- ICARUS (beatmaniaIIDX 15 DJ TROOPERS)
- BRAINSTORM (avec Yutaka Yamashita) (beatmaniaIIDX 15 DJ TROOPERS (PS2))
- smooooch･∀･ (beatmaniaIIDX 16 EMPRESS)
- Flash Back 90's (beatmaniaIIDX 16 EMPRESS)
- Programmed World (beatmaniaIIDX 16 EMPRESS)
- THE SHINING POLARIS -kors k mix- (chanson originale de Toshiyuki Kakuta) (beatmaniaIIDX 16 EMPRESS)
- Sunshine Hero (beatmaniaIIDX 16 EMPRESS+PREMIUM BEST (PS2))
- Programmed Sun (beatmaniaIIDX 17 SIRIUS)
- Bad Maniacs (beatmaniaIIDX 17 SIRIUS)
- D (beatmaniaIIDX 17 SIRIUS)
- Bounce Bounce Bounce (beatmaniaIIDX 18 Resort Anthem)
- Programmed Life (beatmaniaIIDX 18 Resort Anthem)
- Kailua (beatmaniaIIDX 18 Resort Anthem)
- Drive Me Crazy (beatmaniaIIDX 19 Lincle)
- Release the Music (beatmaniaIIDX 19 Lincle)
- The Sampling Paradise (beatmaniaIIDX 19 Lincle)
- Echo of Forever (beatmaniaIIDX 20 Tricoro)
- I know You know (beatmaniaIIDX 20 Tricoro)
- S!ck (beatmaniaIIDX 20 Tricoro)
- New Lights (beatmaniaIIDX 20 Tricoro)
- Insane Techniques (beatmaniaIIDX 21 SPADA)
- Rave Cannon (beatmaniaIIDX 24 Sinobuz)